# Май, Торстен
Торстен Май (нем. Torsten May, 9 октября 1969, Глаухау) — немецкий боксёр полутяжёлой весовой категории, выступал за сборную Германии в начале 1990-х годов. Чемпион летних Олимпийских игр в Барселоне, чемпион мира, чемпион национального первенства. В период 1993—2001 боксировал в первом тяжёлом весе на профессиональном уровне, выиграл несколько чемпионских титулов, в том числе носил пояса интерконтинентального чемпиона IBF и чемпиона Европы по версии EBU. В настоящее время является тренером по боксу.

## Биография
Торстен Май родился 9 октября 1969 года в городе Глаухау, федеральная земля Саксония. Мировая известность пришла к нему в 1991 году, когда в полутяжёлом весе он выиграл первенство Германии и завоевал золотую медаль чемпионата мира в Сиднее, победив в финале выдающегося советского нокаутёра Андрея Курнявку. Благодаря череде удачных выступлений удостоился права защищать честь страны на летних Олимпийских играх 1992 года в Барселоне, где завоевал золото, одолев таких известных боксёров как Монтелл Гриффин, Войцех Бартник и Ростислав Зауличный — в четвертьфинале, полуфинале и финале соответственно. После этих соревнований спортсмен покинул немецкую сборную и завязал с любительским боксом, всего на его счету 155 боёв, из них 120 окончены победой.
В 1993 году Май поднялся в первую тяжёлую весовую категорию и стал выступать на профессиональном уровне. Одержал пять побед подряд и в своём шестом поединке, который состоялся весной 1994 года, отобрал титул чемпиона Германии у соотечественника Ральфа Роккиджани. Май легко побеждал всех своих соперников и в августе 1996 года ему представилась возможность побороться с американцем Адольфо Вашингтоном за вакантный титул чемпиона мира по версии IBF. Матч длился все двенадцать раундов, в итоге немецкий боксёр проиграл по очкам единогласным решением судей — это было первое поражение в его профессиональной карьере. Год спустя Торстен Май претендовал на менее престижный пояс интерконтинентального чемпиона IBF, но и на этот раз его постигла неудача, поражение техническим нокаутом от швейцарца Штефана Ангерна.
Несмотря на два проигранных боя, Май продолжал боксировать и в 1999 году взял реванш у Вашингтона, всё-таки получив пояс интерконтинентального чемпиона IBF. В следующем своём бою победил россиянина Алексея Ильина, причём эта победа принесла ему титул чемпиона Европы по версии EBU. Далее выиграл ещё два матча и вышел на интерконтининтального чемпиона WBA украинца Александра Гурова, однако проиграл техническим нокаутом в восьмом раунде поединка — на этом его карьера профессионального спортсмена завершилась. Май покинул ринг с рекордом 22 победы (12 нокаутом) и 3 поражения. Ныне работает тренером, руководит собственным боксёрским клубом. Женат, есть двое детей. Его младший брат Рюдигер тоже был довольно успешным боксёром.